# Зофия Куратовска
Зо̀фия Курато̀вска (на полски: Zofia Kuratowska) е полска лекарка, специалистка по хематология, професор по медицина, политик и дипломат, сенатор и вицемаршал на Сената.

## Биография
Зофия Куратовска е родена на 29 юли 1931 година в град Сколимов (днес част от Констанчин-Йежьорна). По време на Втората световна война участва във Варшавското въстание (1944). През 1955 година завършва медицина в Медицинската академия във Варшава.
През 1956 година започва работа като асистент в Клиниката за вътрешни болести при Института по хематология. Работи в различни болници до 1997 година.
През 1980 година става член на синдиката „Солидарност“. Като негова представителка участва в Кръглата маса (1989). В периода 1989 – 1997 година е сенатор. Посланик на Полша в ЮАР (1997 – 1999).
Зофия Куратовска умира на 8 юни 1999 година в Претория, ЮАР.